# NGC 670
NGC 670 este o galaxie lenticulară situată în constelația Triunghiul. A fost descoperită în 26 octombrie 1786 de către William Herschel. De asemenea, a fost observată încă o dată de către John Herschel.